# Bless the Weather
Bless the Weather è un album in studio del cantautore scozzese John Martyn, pubblicato nel 1971.

## Tracce
Tutte le tracce sono di John Martyn, eccetto dove indicato.

1. Go Easy – 4:15
2. Bless the Weather – 4:29
3. Sugar Lump – 3:43
4. Walk to the Water – 2:49
5. Just Now – 3:39
6. Head and Heart – 4:54
7. Let the Good Things Come – 3:05
8. Back Down the River – 2:40
9. Glistening Glyndebourne – 6:30
10. Singin' in the Rain (Nacio Herb Brown, Arthur Freed) – 1:28